# Синдром Видемана — Раутенштрауха
Синдром Видемана — Раутенштрауха (СВР; также известный как неонатальный прогероидный синдром) — врождённая патология, при которой человек преждевременно стареет. Больные этим синдромом практически не набирают вес, их кожа обвисает и выглядит старой, не соответствуя возрасту.

## Общее описание
Синдром Видемана — Раутенштрауха представляет собой очень редкое генетическое заболевание, характеризующееся старением при рождении, задержкой роста до и после рождения (пренатальная и послеродовая задержка роста), а также недостаточностью или отсутствие жирового слоя под кожей (подкожная липоатрофия). Предполагается, что у большинства больных с СВР сократилась продолжительность жизни. Лишь немногие из них дожили до подросткового возраста, а ещё меньше — до 20 лет.
СВР представляет собой комплекс симптомов и признаков с неизвестной причиной, а патогенез остаётся достаточно отчётливым, чтобы можно было поставить точный диагноз. Синдром Видемана — Раутенштрауха наследуется по аутосомно-рецессивному признаку, так как в семьях со здоровыми родителями было зарегистрировано несколько пар братьев и сестёр. Немногие из родителей были родственниками по крови.

## Признаки и симптомы
СВР характеризуется старением при рождении и недостаточностью или отсутствием слоя жира под кожей (подкожная липоатрофия). В результате кожа может выглядеть необычно тонкой, хрупкой, сухой, блестящей, морщинистой и состарившейся. Некоторые вены и мышцы могут чрезмерно выступать, особенно на лбу. По неизвестным причинам с возрастом пострадавших младенцев аномальные отложения жира могут накапливаться под кожей в нижних (каудальных) областях тела, особенно вокруг ягодиц, областей вокруг гениталий и ануса (аногенитальная область), и области между рёбрами и бёдрами (боками). Кроме того, у младенцев и детей с этим заболеванием живот может казаться необычно большим и выпуклым.
У больных с синдромом Видемана — Раутенштрауха задержка роста может произойти до рождения (задержка внутриутробного развития), особенно в течение последних трёх месяцев (третий триместр) развития плода. Задержка роста будет продолжаться и после рождения (послеродовой период). Пациенты с СВР также плохо набирают вес и не могут развиваться в течение всей жизни. Кроме того, в некоторых случаях поражённые младенцы могут испытывать трудности с глотанием (дисфагия) и кормлением, что может способствовать задержке роста и развития.
При СВР может наблюдаться прогрессирующее неврологическое ухудшение. Конкретные симптомы могут варьироваться от человека к человеку, поскольку у больных могут быть не все симптомы, перечисленные ниже.
Младенцы и дети с СВР также имеют характерные черепно-лицевые аномалии. У многих больных мягкое пятно в передней части черепа может быть аномально большим и широким, и его закрытие может быть отсроченным. Фиброзные промежутки между другими костями черепа (черепные швы) также могут быть аномально широкими. Кроме того, у младенцев с СВР лобные кости и боковые части черепа (теменные кости) чрезмерно выступают, а лицевые кости необычно малы и недоразвиты (гипоплазия).
Такие отклонения могут привести к тому, что голова будет выглядеть необычно большой (псевдогидроцефалия). У поражённых младенцев и детей характерные лицевые аномалии могут включать:
- необычно маленький рот (микростомия);
- выступающий подбородок;
- низко посаженные уши, которые сильно наклонены к затылку (назад).

Черты лица обычно кажутся необычно маленькими по сравнению с большим лбом и боковыми сторонами черепа. Кроме того, у поражённых младенцев может быть необычно маленький, отчётливый «клювовидный» нос, который становится более выраженным с возрастом.
У большинства младенцев и детей с синдромом Видемана — Раутенштрауха также присутствуют дополнительные черепно-лицевые аномалии. У поражённых младенцев может быть от 2 до 4 передних зубов (неонатальных резцов), которые выпадают в раннем младенчестве. Последующее развитие зубов (прикуса) задерживается и нарушается. Кроме того, у младенцев и детей с заболеванием нижние веки могут опускаться или поворачиваться наружу (эктропион), обнажая тонкие и нежные слизистые оболочки, выстилающие веки, а также часть глазных яблок (конъюнктиву). У одного пациента также был описан спастический заворот, состояние, при котором веко поворачивается внутрь, так что ресницы и кожа трутся о поверхность глаза. Интересной особенностью в некоторых случаях является то, что нижние веки могут закрывать больше, чем нижнюю половину глазного яблока, как если бы веки располагались выше, чем ожидалось. У больных младенцев и детей также необычно редкие волосы на коже головы, брови и ресницы (гипотрихоз). В семье с тремя затронутыми братьями и сёстрами также были отмечены различные глазные аномалии, включая:
- катаракту;
- помутнение роговицы;
- перфорацию роговицы;
- микрофтальм (необычно маленький размер глаза).

Младенцы и дети с СВР могут также иметь отличительные аномалии, поражающие кисти, ступни, руку и ноги (конечности). Руки и ноги ненормально тонкие, кисти и стопы непропорционально большие; пальцы рук и ног длинные, с необычно маленькими, не полностью развитыми (атрофическими) или утолщёнными (дистрофическими) ногтями. Суставы толстые и жёсткие, особенно в плечах, локтях и коленях. Недавние исследования МРТ (магнитно-резонансной томографии) подтвердили наличие нормального количества подкожного жира в туловище и заметную потерю жира на лице и дистальных отделах конечностей. Истончение костей (остеопения) может предрасполагать к переломам костей. Нарушается также трансформация костных клеток-предшественников в кости (остеобласты) и хрящевые клетки (хондроциты). Отсутствие способности к клеточной дифференцировке у пациентов СВР может быть причиной клинического проявления и симптомов этого редкого заболевания.
Большинство младенцев и детей с синдромом Видемана — Раутенштрауха также имеют разную степень умственной отсталости, которая может варьироваться от лёгкой до тяжёлой. Однако некоторые дети продемонстрировали почти нормальное умственное развитие. В младенчестве у больных могут начаться прогрессирующие неврологические и нервно-мышечные нарушения. У большинства пациентов наблюдается серьёзная задержка в приобретении навыков, требующих координации физической и умственной деятельности (психомоторная отсталость). Кроме того, во многих случаях младенцы и дети с расстройством не контролируют голову, демонстрируют пониженный мышечный тонус (гипотония) и имеют нарушенную способность координировать произвольные движения в области грудной клетки и брюшной полости (атаксия туловища). Например, они могут испытывать трудности с контролем диапазона движений во время определённых мышечных действий и могут испытывать ритмичный непроизвольный тремор при выполнении определённых движений (намеренный тремор). Младенцы и дети с этим заболеванием также могут испытывать быстрые непроизвольные горизонтальные движения глаз (горизонтальный нистагм) и ограниченную остроту зрения. У младенцев может быть дисфония, а у детей постарше — необычно высокий голос.
Кроме того, исследователи сообщили, что неврологическое ухудшение, наблюдаемое у некоторых больных с СВР, может быть связано с потерей миелиновой оболочки нервных волокон (демиелинизация) в белом веществе мозга (например, чистая суданофильная лейкодистрофия). Миелин — это беловатое жирное вещество, которое образует защитную оболочку или «чехол» вокруг определённых нервных волокон (аксонов) и служит электрическим изолятором, обеспечивая эффективную передачу нервных импульсов. «Белое вещество» головного и спинного мозга (центральной нервной системы) в основном состоит из пучков миелинизированных нервных волокон. У большинства пациентов с СВР в указанном возрасте не было лейкодистрофии. Сообщалось о мальформации Денди-Уокера и вентрикуломегалии, кальцификации базальных ганглиев и агенезии мозолистого тела.
Отсутствие подкожной жировой ткани побудило исследователей сравнить СВР с синдромом генерализованной липодистрофии (синдром Берардинелли-Сейпа). Однако лабораторные исследования в этих изученных случаях не показали повышения уровня глюкозы, липидов или инсулина натощак, как можно было бы ожидать при синдроме Берардинелли-Сейпа. Однако у некоторых пациентов был повышенный уровень триглицеридов. Жировые подушечки локализуются на боку, а не на ягодицах, что характерно для этого синдрома, но также может наблюдаться при врождённом нарушение гликозилирования. У больных с СВР также может развиться аномальное искривление позвоночника из стороны в сторону (сколиоз). Кроме того, младенцы и дети с СВР часто предрасположены к рецидивирующим респираторным инфекциям, которые могут привести к опасным для жизни осложнениям.
В одном из немногих случаев, когда проводилась вскрытие, было обнаружено почти полное отсутствие брыжейки, ткани, которая фиксирует тонкий кишечник на задней стороне брюшной стенки, и отсутствие мезоколона — ткани, которая фиксирует поперечную часть толстого кишечника.

## Этиология и факторы риска
Синдром Видемана — Раутенштрауха, скорее всего, передаётся по наследству как аутосомно-рецессивное генетическое заболевание.
Рецессивные генетические нарушения возникают, когда человек наследует две копии аномального гена одного и того же признака, по одной от каждого родителя. Если человек получает один нормальный ген и один ген заболевания, он является носителем болезни, но обычно бессимптомным. Риск заражения ребёнка от двух родителей-носителей составляет 25 % при каждой беременности. Риск иметь ребёнка, который будет носителем, как и родители, составляет 50 % при каждой беременности. Вероятность того, что ребёнок получит нормальные гены от обоих родителей, составляет 25 %. Риск одинаков для мужчин и женщин.
У некоторых больных с СВР были родители, которые были кровными родственниками.
Все люди несут несколько аномальных генов. Родители, которые являются близкими родственниками (кровными родственниками), имеют более высокий шанс, чем родители, не являющиеся кровными родственниками, иметь один и тот же аномальный ген, что увеличивает риск рождения детей с редким рецессивным генетическим заболеванием.
Конкретный основной дефект, ответственный за заболевание, остаётся неизвестным. Однако некоторые исследователи предполагают, что определённую роль могут играть нарушения созревания костей, гормонального и жирового (липидного) обмена.

## Затронутые группы населения
Синдром Видемана — Раутенштрауха — чрезвычайно редкое заболевание, которое относительно одинаково поражает мужчин и женщин. СВР наблюдался в различных этнических и расовых группах. Заболевание было первоначально описано как отдельное заболевание в 1979 году Хансом-Рудольфом Видеманом на основании наблюдения за двумя неродственными людьми, а также предыдущих сообщений Томаса Раутенштрауха и Фридемана Снигулы о двух поражённых сёстрах в 1977 году. В медицинской литературе описано около 35 носителей заболевания.

## Диагностика
В некоторых случаях нарушение роста, макроцефалия и/или другие характерные признаки, указывающие на синдром Видемана — Раутенштрауха, могут быть обнаружены до рождения (перенатально) с помощью ультразвука.
У большинства пациентов синдром Видемана — Раутенштрауха диагностируется вскоре после рождения на основании тщательной клинической оценки и выявления характерных физических признаков (например, низкого роста, характерных черепно-лицевых и скелетных пороков развития, отсутствия или дефицита подкожного жира и т. д.). В некоторых случаях могут также проводиться специализированные тесты для выявления определённых отклонений, потенциально связанных с заболеванием. Например, рентгеновские исследования могут выявить и/или подтвердить широкие черепные швы и/или другие аномалии костей черепа. Кроме того, возможно, что компьютерная томография (КТ), магнитно-резонансная томография (МРТ) и/или другие специальные исследования могут выявить широкую потерю жировых покрытий (миелиновой оболочки) на нервных волокнах (демиелинизация) в белом веществе головного мозга (чистая суданофильная лейкодистрофия) или другие аномалии, как описано выше.

## Лечение
Лечение синдрома Видемана — Раутенштрауха направлено на устранение конкретных симптомов, которые проявляются у каждого человека. Лечение может потребовать скоординированных усилий команды специалистов. Педиатрам, специалистам, которые оценивают и лечат расстройства нервной системы (неврологи), физиотерапевтам и/или другим медицинским работникам, может потребоваться систематическое и всестороннее планирование лечения пострадавшего ребёнка.
Специфические методы лечения синдрома Видемана — Раутенштрауха являются симптоматическими и поддерживающими. В некоторых случаях, если поражённые младенцы и дети испытывают затруднения при глотании и кормлении и не могут правильно питаться через рот, в желудок или часть тонкой кишки может быть хирургическим путём введена трубка для обеспечения надлежащего питания (кормление через зонд). Кроме того, следует тщательно наблюдать за поражёнными младенцами и детьми, чтобы не допустить респираторных инфекций. Генетическое консультирование будет полезно для пострадавших и их семей.